# Курала
Ку́рала (фин. Kurala) — один из районов города Турку, входящий в округ Нумми-Халинен.

## Географическое положение
Район расположен к северо-западу от центральной части города Турку.

## Население
В 2004 году численность население района составляла 2956 человек, из которых дети моложе 15 лет — 13,26 %, а старше 65 лет — 25,37 %. Финским языком в качестве родного владели 93,78 %, шведским — 4,30 %, а другими языками — 1,93 % населения района.